# Ming Xianzong
Pour les articles homonymes, voir Chenghua (homonymie) et Xianzong.
Ming Xianzong (明憲宗, né le 9 décembre 1447 à Pékin et décédé le 9 septembre 1487 à Pékin) est empereur de Chine du 28 février 1464 à sa mort. En Chine, on le désigne depuis sa mort par son nom de règne, Chenghua (成化帝, « Empereur Chenghua »).
De son nom personnel Zhu Jianshen (朱見深), il était le fils aîné de l'empereur Ming Yingzong et de l’impératrice Xiao Shu. Il fut le huitième empereur de la dynastie Ming.

## Enfance

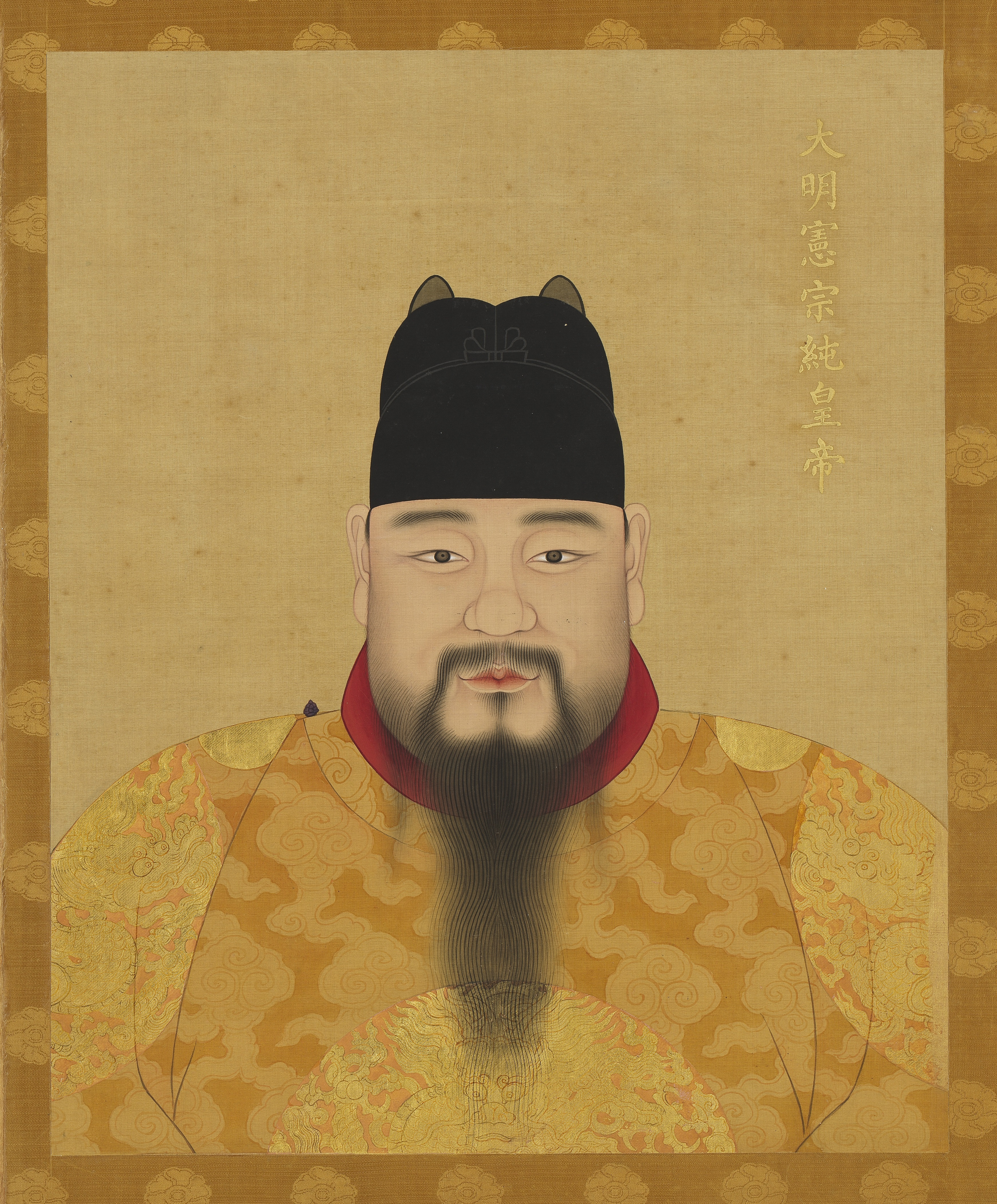
Portrait de cour de Chenghua

Né Zhu Jianshen, il était le fils de l'empereur Ming Yingzong. Il n'avait que 2 ans lorsque son père a été capturé par Esen Taidji, le khan des Oïrats et retenu captif en 1449. Pour résoudre la crise, son oncle Zhu Qiyu a été installé sur le trône impérial en tant qu'empereur Ming Daizong. Libéré en 1450, son père fut assigné à résidence pendant près de sept ans. Il résidait dans le palais sud de la Cité Interdite et tous les contacts avec l'extérieur ont été sévèrement restreints. Zhu Jianshen a été dépouillé du titre de prince héritier et remplacé par le propre fils de Ming Daizong. Le jeune prince a été seulement rétabli en tant que prince héritier après le second règne de son père.

## Règne
Zhu Jianshen monta sur le trône à l'âge de 16 ans. Pendant la première partie de son administration, il a introduit de nouvelles politiques gouvernementales pour réduire les impôts et renforcer la puissance impériale. Toutefois, cette période n'a pas duré et pendant les dernières années de son règne, le pouvoir tomba entre les mains des eunuques.

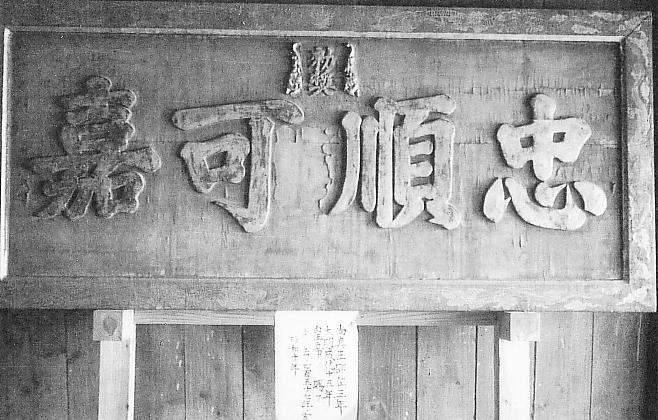
Une plaque écrite par l'empereur Ming Xianzong aux souverains du Royaume de Ryukyu.

Il n'est pas considéré comme un empereur exemplaire car il aimait une concubine, Wan, de 19 ans plus âgée que lui. Celle-ci eut un fils de lui, qui mourut à sa naissance. Jalouse, elle n'autorisa donc pas les autres concubines à avoir des enfants, utilisant pour cela des espions et des drogues. Mais un fils, Zhu Youtang, a survécu et devient plus tard l'empereur Ming Hongzhi.
Wan dirige le palais d'une main de fer. Elle favorise les eunuques et sa famille, et les bouddhistes sont reçus à la cour avec les honneurs. Elle organise un large réseau de corruption, vendant par exemple illégalement des milliers de charges fictives.
Le fonctionnaire impérial Qiu Jun convainquit l'empereur du bien-fondé de réparer les tronçons nord de la Grande Muraille, dans le but de contrer une menace sans cesse croissante des Mandchous.
L'empereur est décédé à l'âge de 39 ans le 9 septembre 1487 à Pékin et a été enterré dans le Maoling (茂陵), un des Treize Tombeaux des Ming près de Pékin.

## Information personnelle
- Père
  - Empereur Ming Yingzong
- Mère
  - Impératrice Xiao Su

### Épouses
| Titre                                 | Nom de jeune fille | Naissance | Décès | Père | Mère | Enfants                                                                                            | Notes            |
| ------------------------------------- | ------------------ | --------- | ----- | ---- | ---- | -------------------------------------------------------------------------------------------------- | ---------------- |
| Impératrice Wu 廢后吴氏               | Wu (吴)            | 1449      | 1509  |      |      | |                  |
| Impératrice Xiao Zhen Chun 孝貞純皇后 | Wang (王)          |           | 1518  |      |      | |                  |
| Impératrice Xiao Mu 孝穆皇后          | Ji (紀)            |           | 1475  |      |      | Empereur Ming Xiaozong                                                                             | à titre posthume |
| Impératrice Xiao Hui 孝惠皇后         | Shao (邵)          |           | 1522  |      |      | Zhu Youyuan, Prince Xian de Xing Xian Zhu Youlun, Prince Hui de Qi Zhu Youyun, Prince Jing de Yong | à titre posthume |
| Concubine Gong Su 恭肅皇貴妃          | Wan (萬)           | 1428      | 1487  |      |      | |                  |
| Concubine Duan Sun Xian 端順賢妃      | Bai (韋)           |           | 1527  |      |      | Zhu Youji, Prince héritier Daogong, décédé en 1472.                                                |                  |
| Concubine Zhuang Yi De 莊懿德妃       | Zhang (張)         |           |       |      |      | Zhu Youbin, Prince de Duan de Yi Zhu Youhui, Prince Gong de Heng Zhu Youheng, Prince Un de Ru      |                  |
| Concubine Duan Yi An 端懿安妃         | Yao (姚)           |           |       |      |      | Zhu Youqi, Prince Ding de Shou                                                                     |                  |
| Concubine Rong hui Gong 榮惠恭妃      | Yang (楊)          |           |       |      |      | Zhu Youshun, Prince Jian de Jing Zhu Youkai, Prince Yi de Shen                                     |                  |
| Concubine Kang Sun Duan 康順端妃      | Pan (潘)           |           |       |      |      | Zhu Youshu, Prince Zhuang de Rong                                                                  |                  |
| Concubine Zhuang Jing Sun 莊靖順妃    | Wang (王)          | 1448      | 1505  |      |      | Princesse Ren He                                                                                   |                  |
| Concubine He Hui Jing 和惠靜妃        | Yue (岳)           | 1465      | 1534  |      |      | Princesse Xian You                                                                                 |                  |

### Fils
| Ordre | Nom                 | Titre                            | Naissance       | Décès       | Mère                    | Épouse                      | Enfants            | Notes |
| ----- | ------------------- | -------------------------------- | --------------- | ----------- | ----------------------- | --------------------------- | ------------------ | ----- |
| 1     | Zhu Youji 朱祐极    | Prince héritier Daogong 悼恭太子 | mai 1469        | 5 mars 1472 | Concubine Duan Sun Xian |                             |                    |       |
| 1     | Zhu Youcheng 朱祐樘 | Empereur Ming Xiaozong 明孝宗    | 30 juillet 1470 | 8 juin 1505 | Impératrice Xiao Mu     | Impératrice Xiao Cheng Jing | Ming Wuzong 明武宗 |       |